# La Maison de Valérie
La Maison de Valérie est une entreprise française de vente à distance, filiale du  groupe Conforama dont le siège social est situé à Vineuil dans le Loir-et-Cher.

## Historique
Le catalogue La Maison de Valérie n'a vu le jour qu'en 1976. L'origine de ce nom provient d'une rubrique appelée « Valérie cherche et trouve » paraissant dans le magazine La Vie.
L'entreprise a été mise en liquidation judiciaire le 8 septembre 2013.